# Nicholas Verrall
Nicholas Verrall (né en 1945) est un peintre anglais.
Il étudie à la Northampton School of Art et depuis 1970 il s'est consacré totalement à la peinture. Il est membre de la Royal Society of British Artists et habite actuellement à Londres.
Ses œuvres ont été utilisées dans des magazines, des affiches et des premières de couverture et Nick Verrall les a compilées dans son album Colours and Light in Oil. En 2005, il les a exposées à la Catto Gallery, Londres.